# 220 Dywizjon Bombowy
220 dywizjon bombowy – pododdział lotnictwa bombowego Wojska Polskiego.

## Geneza sformowania
W październiku 1938 r. przeprowadzono intensywne szkolenie załóg na samolotach PZL-37 „Łoś” na specjalnym kursie zakończonym egzaminem i przystąpiono do formowania Zgrupowania Bombowego, w którego skład miał wchodzić 210 dywizjon bombowy i 220 dywizjon bombowy, uważany za jednostkę treningową i uzupełniającą, Personel dywizjonu pochodził z czterech rozformowanych eskadr: 214 i 215 bombowych oraz 11 i 12 liniowych.
W grudniu rozpoczęto formowanie 220 dywizjonu bombowego w składzie dwóch eskadr nr 221 i 222. W tym samym czasie zorganizowano również eskadrę ćwiczebną bombową, z której przeszkolony personel miał przechodzić do 220 dywizjonu, w celu dalszego treningu i doskonalenia.
Dowódcą dywizjonu był kpt. pil. Stanisław IV Leszczyński, oficerem taktycznym kpt. dypl. Alfred Kasprzyk, a oficerem technicznym ppor. Jerzy Unger, który został zamordowany w Katyniu.
Nowe etaty eskadr bombowych formalnie zatwierdzone rozkazem z 4 marca 1939 powiększały liczbę bombowców w eskadrze z 6 do 9 i dodawały po 2 samoloty transportowe każdej eskadrze. W marcu 1939 r. Zaczęto formować 215 dywizjon bombowy, którego personel wywodził się głównie z 220 dywizjonu. Braki kadrowe w 220 dywizjonie bombowym uzupełniono podchorążymi i podporucznikami z Eskadry Ćwiczebnej Bombowej.
Po ukończeniu mobilizacji dywizjon odszedł z Okęcia do Małaszewicz w dniach 26 i 27 sierpnia. Z zapisu w zeszycie ewidencyjnym ppor. obs. Zygmunta Pluty wynika, że rzut powietrzny dywizjonu przemieścił się do Małaszewicz 24 sierpnia 1939 . 31 sierpnia 220 Dywizjon Bombowy został przemianowany na XX Dywizjon Bombowy.

## Organizacja
Organizacja dywizjonu w dniu 30 sierpnia 1939 roku
- dowódca dywizjonu – kpt. pil. Stanisław IV Leszczyński
- 221 eskadra bombowa – kpt. pil. Józef Rawicz
- 222 eskadra bombowa – kpt. obs. Fidelis Łukasik

W skład dywizjonu wchodziło 18 niekompletnych załóg latających oraz 20 samolotów PZL-37 „Łoś” (11 w 221 eskadrze i 9 w 222 eskadrze). Wszystkie samoloty miały duże braki w sprzęcie pokładowym i uzbrojeniu.

## Działania wojenne
1 września
Na lotnisko 220 dywizjonu bombowego zostają przeprowadzone cztery ciężkie naloty, w pierwszym około godziny 5:40 bazę z lotu koszącego atakują samoloty niemieckie Do-17, dwa „Łosie” należące do Kierownictwa Zaopatrzenia Lotnictwa zostały spalone, zaś w drugim i trzecim nalocie, wykonanym przez He 111 ze średniego pułapu około godzin 6:00 i 6:20 zostały zniszczone lub uszkodzone trzy hangary i następne samoloty: cztery „Łosie”, cztery „Żubry” oraz cztery Fokerry. Straty w personelu wynosiły 12 zabitych i 25 rannych. Nie zniszczony sprzęt, w tym 25 „Łosi”, rozprowadzono i zamaskowano po brzegach lotniska. Po południu nastąpił czwarty ciężki nalot, w czasie którego trzy dalsze „Łosie”, w tym dwa z 221 eskadry zostały lekko uszkodzone (samoloty te nie były później ewakuowane i pozostały w Małaszewiczach). Z personelu 221 eskadry wydzielono dwie załogi na uzupełnienie X dywizjonu.
2 września
Do bazy Małaszewicze przez cały dzień napływali rezerwiści. Ocalałe 22 „Łosie” (9 z 221 eskadry, 9 z 222 eskadry, 2 z eskadry ćwiczebnej bombowej i dwa niewiadomej przynależności) ewakuowano do Żabczyc w rejonie Pińska i do Kuplina w rejonie Prużan. Z dostępnych relacji trudno ustalić czy część „Łosi” z Małaszewicz (w tym 3 z 221 eskadry) przeniesiono 2 września wprost do Kuplina, czy też kilkanaście z nich przeleciało z Żabczyc do Kuplina w ciągu następnych dni. W Małszewiczach pozostał co najmniej jeden „Łoś” z 222 eskadry (miał namalowane jej godło). Ponieważ jednostka miała w dniu 1 września 9 samolotów i tyle też odleciało na Polesie, więc należy sądzić, że wśród maszyn ewakuowanych przez 222 eskadrę były też „Łosie” otrzymane jako uzupełnienie.
3 września
Baza Małaszewicze (w której przebywał personel naziemny 220 dywizjonu) przeżyła nalot, w którym uszkodzenia odniosły dalsze hangary i budynki koszarowe, 1 osoba została zabita i kilka ranionych, lecz strat w sprzęcie nie było.
4 września
221 eskadra bombowa wykonała jedyny w czasie wojny lot bojowy, dokonując rozpoznania z kierunku na Łomżę, choć nie jest jasne, na czyj rozkaz podjęto to zadanie. Ponowne ciężkie bombardowania Małaszewicz pociągnęło za sobą dalsze ciężkie straty.
5 września
1 „Łosia” fabrycznego (nr 72.240) ewakuował z Okęcia do Lwowa oblatywacz Bolesław Orliński. Bombowiec ten przekazano następnie do XX dywizjonu. Małaszewicze przeżyły rano najcięższe i najbardziej bestialskie bombardowanie nie tylko bazy, lecz także wszystkich okolicznych wsi i lasów, które wywołały liczne ofiary wśród miejscowej ludności. W czasie bombardowania zginął kpt. pil. Józef Wyrzykowski – dowódca eskadry ćwiczebnej bombowej.
6 września
W nocy z 6 na 7 września ewakuowano personel ze stale bombardowanej Bazy Małaszewicze do pobliskiego Koroszczyna, zostawiając w bazie tylko szkieletową załogę do obsługi lądujących samolotów. Z XX dywizjonu ubył „Łoś” o numerze 72.118, który został przekazany jako uzupełnienie XV dywizjonowi. Bombowiec ten (bez busoli i km) przyprowadził ppor. pil. Marek Rusiecki z 16 eskadry bombowej.
9 września
Różne meldunki składane Naczelnemu Dowództwu Lotnictwa o uzbrojonych „Łosiach” XX dywizjonu wraz z załogami do rozporządzenia świadczyły o braku realizmu i rozeznania z sytuacji. Mjr Władysław Szpunar, kierownik Wydziału Materiałowego KZL, telegrafował o godz. 14:40: „Oddano do dyspozycji: Kuplin, Łoś – 10; Żabczyce, Łoś – 2”. Tymczasem 9 września z rejonu Pińska X dywizjon otrzymał tylko 3 samoloty. Były one bez kompletu przyrządów, busol, inhalatorów, radiostacji, karabinów maszynowych, celowników do bombardowania oraz prowadnic do bomb. Samoloty te nie nadawały się do użytku bojowego.
11 września
Baza Małaszewicze osiągnęła nakazane pogotowie marszowe na Horodenkę.
13 września
Część załóg znajdujących się na lotniskach polowych na Polesiu otrzymała rozkaz przelotu na lądowiska polowe w rejonie Młynów-Dubno–Brody.
14 września
Atak samolotów Luftwaffe o godz. 14:50 doprowadził do zniszczenia kilku „Łosi” 222 eskadry, które dotarły już do Hutnik (nie mniej niż dwa). Stojąca nadal pod Pińskiem 221 eskadra przekazała swoje 3 „Łosie” jako uzupełnienie dla Brygady Bombowej. Samoloty te przeleciały na lotnisko Używiec w pobliżu Młynowa. Jeden „Łoś” XX dywizjonu rozbił się na lotnisku Hutnik. 221 eskadrze posiadającej 6 „Łosi” na lotnisku w rejonie Pińska rozkazano przesunąć 3 bombowce do rejonu Młynowa, na lotnisko Użyniec, przeznaczając je jako uzupełnienie dla Brygady Bombowej. Ewakuowany personel bazy Małaszewicze osiągnął Horodenkę.
17 września
Po wkroczeniu do Polski Sowietów, lotnicy podejmowali próby ewakuacji. Ewakuowany personel bazy Małaszewicze przekroczył granicę polsko-rumuńską około godziny 13:00. „Łoś” 72.125 (uzbrojony w 1 km) z załogą: ppor. obs. Józef Długosz, ppor. pil. Michał Sobański, kpr. Matusiak i st.szer. Kołodzik, która wystartowała z rejonu Pińska udając się na południowy wschód zabłądziła nad ZSRR i lądowała koło miejscowości Bajmacz ok. godz. 10:00. Podporucznik Długosz został zamordowany w Kozielsku, losy reszty załogi nie są znane. 221 eskadra zamierzała przesunąć swoje pozostałe 3 samoloty z rej. Pińska na lotnisko Kopczyńce, ale ostatecznie przelot wykonał tylko 1 samolot, ponieważ jedna maszyna 221 eskadry rozbiła się pod Pińskiem wkrótce po starcie. Zginął pilot ppor. Lucjan Brzostowski oraz mechanicy kpr. Stefan Pietrzak i szer. Józef Czarnocki. Załoga por. obs. Jerzego Zbroi musiała odłożyć odlot do następnego dnia ze względu na wadę silnika.
18 września
Rozkazy ewakuacji nie dotarły prawdopodobnie do wszystkich „Łosi” Bazy Małaszewicze, z których ok. 11 pozostawało jeszcze tego dnia rano na lotniskach zapasowych w rejonie Pińska i w Małopolsce Wschodniej. Jak można ustalić tylko 7 z nich przedostało się do Rumunii. Niepomyślnie zakończyła się także próba ewakuacji jeszcze jednego samolotu 221 eskadry, „Łosia” prowadzonego przez ppor. pil. Leszka Kamińskiego. Został on ostrzelany przez Sowietów, a później w rejonie Zbaraża w czasie przymusowego lądowania rozbity. Ppor. Kamiński wraz ze swoją załogą (m.in. por. obs. Jerzy Zbroja) zostali wzięci do niewoli. Los pozostałych 3 „Łosi” nie jest znany. Należy przypuszczać, że zostały one zniszczone na lotniskach lub zdobyte przez wojska radzieckie.
Epilog
Ostatecznie spośród ponad 30 „Łosi” które znajdowały się w Bazie Małaszewicze w chwili wybuchu wojny, Polacy zdołali ewakuować jedynie 7. Losu szeregu samolotów i personelu 220 dywizjonu bombowego, którzy najprawdopodobniej dostali się w ręce sowietów, nie udało się wyjaśnić do dziś.